# عين عليوه
المرخ قرية وادعة، تقبع عند ذلك الشارع المليء بالقرى العريقة التي يضاهي تاريخها آلاف السنين... وهي تقع في الشمال الغربي حالها حال القرى الشمالية العريقة بنضالها وتاريخها واقتصادها المعتمد على الزراعة في السابق.
و لا يعرف الكثير من المواطنين والمقيمين أن هذه القرية كانت تضم في السابق كهوفا مائية فريدة من نوعها، وهي قرية تاريخية أيضا، فبها موقع المرخ الأثري الذي تدل بقايا الأدوات الحجرية الخشنة وكسرها وشظاياها المصنوعة من الصوان والتي عثر عليها الباحثون في مواقع من المنطقة الجنوبية الغربية، وخاصة في موقع المرخ، على باكورة سكنى الإنسان، الصياد (جامع القوت) لهذه المنطقة منذ العصر الحجري الحديث (الألف السادس قبل الميلاد) على الأقل.
والحياة التي كان سكان المرخ يعيشونها، فهي أنهم كانوا يعتمدون في حياتهم اليومية على صيد الأسماك والحيوانات من مناطق أخرى، وتشهد بذلك كميات كبيرة من عظام الأسماك والقواقع البحرية التي عثر عليها من جانب إحدى البعثات المنقبة في موقع المرخ.
وللمياه الجوفية في المرخ حكاية أخرى، تروي جانباً من عراقة أبناء هذه المنطقة العزيزة في البحرين الغالية، ومدى الدور الحضاري الكبير الذي ساهموا به في تعزيز تاريخ البلد بين بلدان المنطقة، فلو اسعفك الحظ لزيارة المرخ قبل ما لا يزيد على 20 سنة فقط. لرأيت عيناك إبداعاً من إبداعات الإنسان، اختلف المهتمون في تحديد تاريخه; لما يتمتع به من عراقة وامتداد في اعماق الزمن البعيد.

## تاريخها
لم يستطع المؤرخون إعطاء تحديد دقيق لتاريخ هذا النفق المائي العجيب، فبعضهم توقعه منذ أيام الفينيقيين، وآخر أرجعه إلى زمن سابق، وثالث أخره عن ذلك قليلاً أو كثيراً، ولم يتفقوا إلا في كونه منذ أكثر من نصف قرن من الزمن وربما يتجاوز ذلك كثيراً، وهذا الاختلاف عائد أساساً لعدم وجود دراسة علمية دقيقة، واهتمام خاص من قبل المعنيين بمثل هذه الآثار وتسجيلها ضمن تاريخ حضارة البلد.

## هندسة العين ومياهها
الآبار الجوفية في المرخ عبارة عن أنفاق مائية عميقة ممتدة من المرخ إلى قرب ساحل البحر في منطقة الجنبية يمكن الدخول إليها عبر فتحات بارزة على وجه الأرض متباعدة فيما بينها بمسافة معقولة وهي شبيهة إلى حد كبير بالبئر المعروفة، غير أنك تستطيع عند الوصول إلى قاع إحدى هذه الآبار أن تسير عبر النفق المائي المذكور لتخرج - إن اردت - من بئر أخرى غير التي دخلت فيها، وبين هذه الآبار، أو قل في وسط هذا النفق الممتد في باطن الأرض تجد العين الرئيسية الواسعة والمعروفة بعين ((عليوه))
والغريب أن الماء في هذه الآبار المسماة شعبياً بـ ((الثقب)) نشط طيلة أيام السنة، تجده صيفاً شديد البرودة وشتاءً دافئاً. وكان هذا الماء وفيراً يروي الزرع والحيوانات وكذلك الإنسان

### جور الإنسان على العيون الطبيعية
بلغ الإهمال حداً أن لم تتفاعل - عملياً - أي جهة مختصة في المملكة مع ما اثارته الصحافة حول هذه الآبار عندما جار عليها الإنسان، وسعى لتدميرها نهائياً، وإنه مما يبعث على الآسى ما وصل إليه جور الإنسان على الطبيعة من حد تعدى فيه على موارد مد الطبيعة بالحياة والقضاء عليها نهائياً دون أي إعتبار سوى المصلحة الشخصية الضيقة. فلقد فضوا على الماء!!! حيث تم ردم آبار المياه الجوفية التي كان المزارعون يروون بها زروعهم وبهائمهم; وذلك كي تشيدّ عليها المباني والبيوت.
إعادة تأهيل العيون الجوفية في البحرين: جهود للحفاظ على التراث البيئي والمائي
تعد العيون الجوفية في قرية المرخ من المصادر المائية التاريخية التي كانت تلعب دوراً هاماً في ري الزراعة وتوفير المياه للسكان. ولكن، تعرضت هذه العيون للإهمال والتدمير، حيث قام البعض بردمها للاستفادة من الأراضي للبناء، مما أدى إلى تدهور البيئة المحيطة بها. في ظل هذا التدهور، أطلقت الحكومة البحرينية جهوداً لإعادة إحياء هذه العيون الجوفية المهمة.
وفي هذا الإطار، تتواصل جهود وزارة شؤون البلديات والزراعة من خلال برامج توعوية تهدف إلى الحفاظ على التراث البيئي والموارد الطبيعية. كما تم تنفيذ خطط تأهيل للعيون الجوفية، ومنها "عين عذاري"، "عين الحنينية" (في الرفاع)، "عين زيدان" (في البلاد القديم)، "عين السفاحية" (في جزيرة النبيه صالح)، "عين سيادي" (في البسيتين وعراد)، و"عين الرحى" (في سترة)، من أجل إعادة استخدامها بشكل مستدام. تهدف هذه الجهود إلى دعم السياحة البيئية وتعزيز الفوائد الاقتصادية والاجتماعية للمجتمعات المحلية من خلال الحفاظ على هذه الموارد المائية الهامة.

## صور لعين عليوه

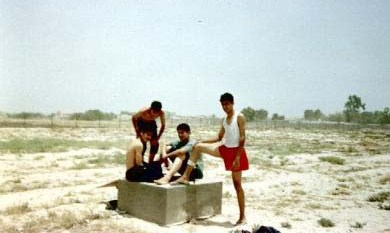
صورة خارجية لإحدى الثقب المؤدية إلى النفق المائي
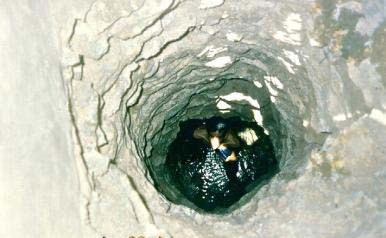
صورة داخلية لإحدى الثقب المؤدية إلى النفق المائي
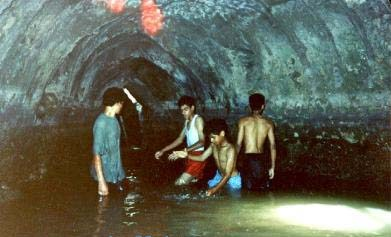
صورة من الداخل للنفق المائي المتد بين عدد كبير من الـ(ثقب)
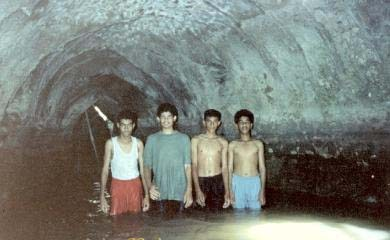
صورة أخرى من الداخل

## مما كتب حول عين عليوه
«المرخ» الوادعة... بين «عليوه» وكهوف الماء المثيرة
كم عين بحرينية لم ترَ عين «أبو عليوه»؟
عين تفتح ألف عين! قراءة في أعماق عين "أبو عليوه"